# USS Indianapolis (CA-35)
El  USS Indianapolis fue un crucero pesado de clase Portland perteneciente a la Armada de los Estados Unidos, con numeral identificador CA-35. Los marinos lo llamaban coloquialmente Indy. 
Fue buque insignia del almirante Raymond Spruance desde 1943 a 1944, pero es famoso porque fue el buque que transportó desde América continental hasta la isla de Tinián el material fisionable de la primera bomba atómica lanzada luego contra Hiroshima. 
Su fama se debe a su vínculo con el Proyecto Manhattan y por el trágico final de muchos de sus náufragos, que quedaron a la deriva, olvidados por la armada estadounidense, sin agua potable, atacados y devorados por tiburones.
También es conocido por ser la última unidad de superficie estadounidense en ser hundida durante la Segunda Guerra Mundial y la penúltima unidad perdida por ataque enemigo —el último fue el submarino USS Bullhead—.
El 19 de agosto de 2017 un equipo de búsqueda financiado por Paul Allen localizó los restos del crucero hundido en el mar de Filipinas, situado a una profundidad de aproximadamente 18 000 pies (5500 m).

## Historia

El presidente Franklin Roosevelt a bordo del USS Indianapolis en 1936.

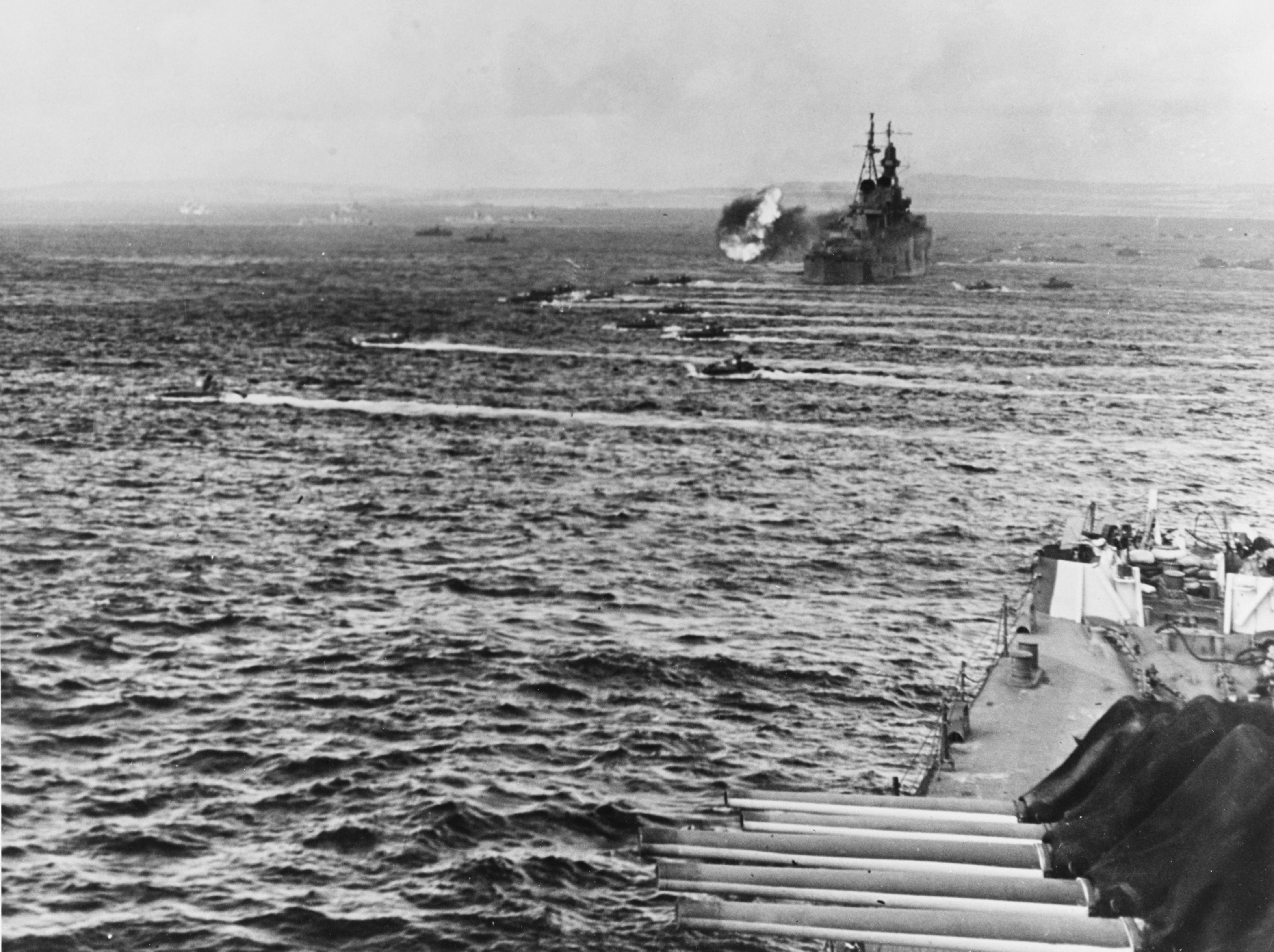
El USS Indianapolis cañoneando las playas de Saipán visto desde el USS Birmingham (CL-62).

El USS Indianapolis fue buque de representación en 1936, transportando al presidente Franklin Delano Roosevelt en una gira por Sudamérica, específicamente a Buenos Aires, Argentina.
El USS Indianapolis estuvo involucrado en varias acciones de importancia durante la Segunda Guerra Mundial en el llamado Frente del Pacífico oriental. 
Durante el ataque a Pearl Harbor, el USS Indianapolis no estaba presente en la base naval; había zarpado dos días antes y se encontraba en ejercicios fuera de Oahu, y se unió al  USS Lexington (CV-2) para intentar ubicar la flota japonesa.
El 20 de febrero de 1942, fue atacado por 18 bombarderos Mitsubishi G3M a 350 millas al sur de Rabaul, cuando los japoneses atacaban Port Moresby, Nueva Guinea. 
En marzo de 1943, la nave fue modernizada y equipada con un radar de apoyo para el control de tiro, y fue nave insignia del almirante Raymond Spruance. 
Participó en la conquista de Amchitka y en 1944, el contralmirante Charles Butler McVay III asumió el mando. 
Participó en la batalla de Saipán proporcionando cobertura artillera al desembarco bajo las órdenes del almirante Jesse B. Oldendorf. Participó en el desembarco en Kwajalein proporcionando cobertura artillera antiaérea y terrestre en febrero de 1945. 
El USS Indianapolis participó en la batalla de Iwo Jima proporcionado cobertura artillera.   Sobrevivió. con serios daños, a un ataque de aviones japoneses en el Pacífico Sur en marzo de 1945 durante el transcurso de la batalla de Okinawa, lo que motivó su envío por reparaciones a California, este evento cambiaría su destino. 
Fue destinado a Mare Island, en San Francisco, para reparaciones y modernizaciones incrementando su artillería antiaérea; una de sus catapultas fue eliminada. Las reparaciones tardaron tres meses. 
El capitán McVay, entretanto, había intensificado los entrenamientos en defensa antiaérea y operación de abandono del buque, logrando en este último caso un tiempo razonable de 15 minutos.

### Vínculo atómico
El 16 de julio de 1945, cuando a 85 km de Alamogordo (Nuevo México) se experimentaba la primera prueba de una bomba atómica, el USS Indianapolis estaba atracado en los muelles de Mare Island, en San Francisco (California), en condición de listo para el combate. El Indianapolis era el buque insignia de la Quinta Flota de Estados Unidos y se reparaba de los destrozos que le había causado un avión japonés kamikaze, el 31 de marzo de ese año en aguas del Pacífico. 
Este crucero fue elegido por el solo criterio de estar disponible y ser el más cercano al centro de Alamogordo para un paso crucial del proyecto Manhattan. En efecto, el USS Indianapolis no era el más rápido, ni el mejor armado, carecía de sistema de detección antisubmarina, y defectos estructurales tales como tener el centro de gravedad demasiado elevado a causa de las pesadas estructuras elevadas de sus radares, y una tripulación recientemente renovada relativamente inexperta.

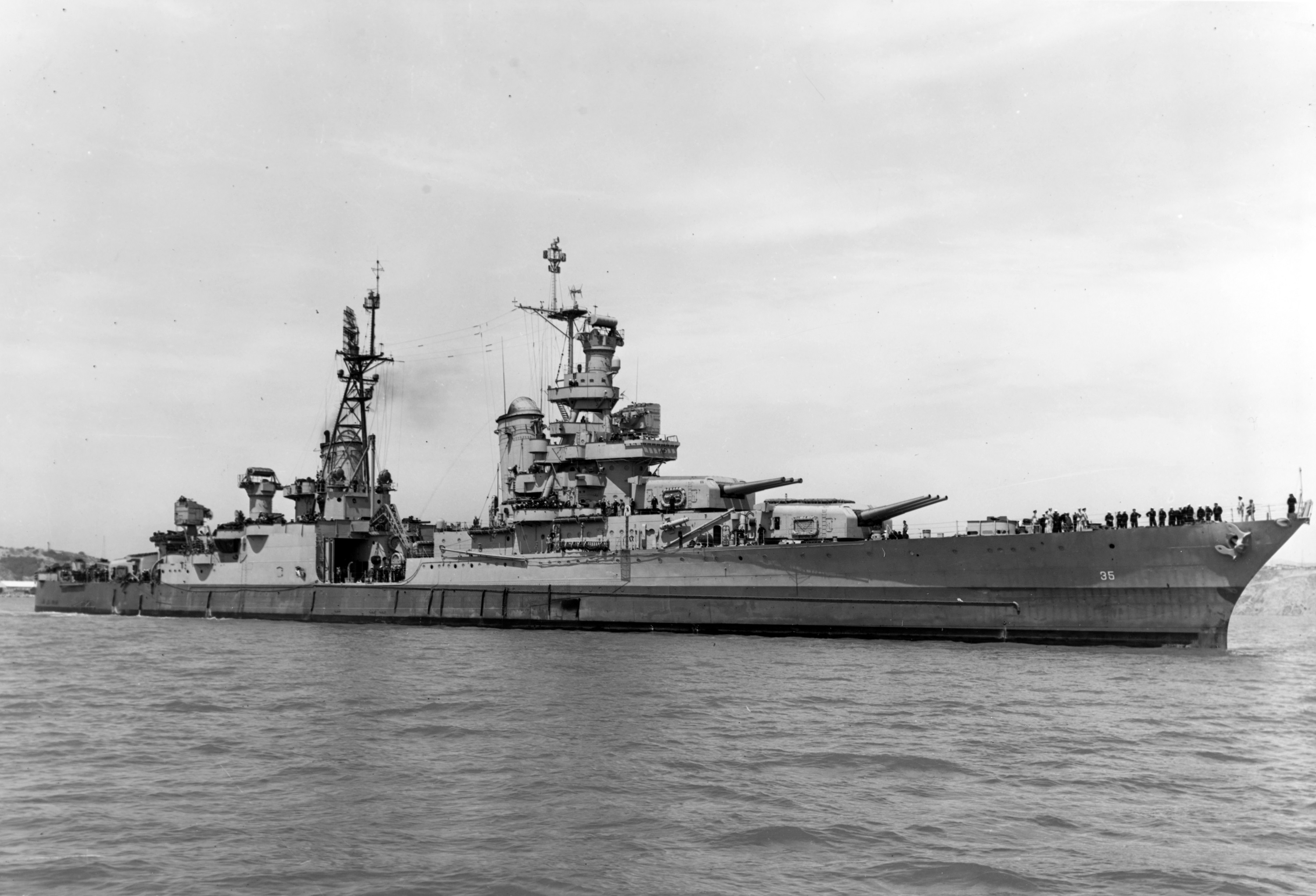
El Indianapolis frente a Mare Island el 10 de julio de 1945.

El mismo 16 de julio, el crucero fue rodeado por agentes del Proyecto Manhattan, miembros de la policía militar, y misteriosos contenedores de plomo colocados en cajas de madera se estibaron en el hangar del buque. Se apostaron guardias en las entradas del hangar con instrucciones expresas de tirar a matar a cualquiera que entrase al hangar sin autorización. Los tripulantes, incluyendo al contralmirante Charles Butler McVay III, desconocían que la carga supersecreta consistía en uranio-235 y otros componentes, y que estaba vinculada al proyecto Manhattan. 
McVay intentó averiguar indirectamente la naturaleza de la carga con uno de los agentes, James Nolan, sugiriendo que era de naturaleza bacteriológica, pero por toda respuesta recibió un helado ninguneo por parte del agente. Tanto McVay como los tripulantes ignoraban que con la misteriosa carga transportada se armarían las bombas atómicas que el 6 y 9 de agosto de ese año serían lanzadas sobre blancos seleccionados en Japón. 
Los disparadores y otros elementos se transportarían por aire. El contralmirante McVay fue citado a la comandancia para ser instruido por el Alto mando en presencia de William Sterling Parsons, del Proyecto Manhattan. La misión del contralmirante McVay y su barco era escueta y simple: consistía en trasladar la carga a las bases aéreas norteamericanas cerca de Japón (específicamente en Tinian) a la máxima velocidad y sin escolta. No se debían hacer preguntas sobre la naturaleza de la carga y se instruyó a la tripulación de que no se acercaran a la zona de hangar bajo pena de muerte en el acto o consejo de guerra. El contralmirante McVay fue instruido de que en caso de hundimiento en aguas seguras, la carga era prioritaria sobre la vida de los marinos, y si el siniestro era en aguas hostiles, la carga debía arrojarse por la borda hacia los abismos, antes que cualquier balsa de salvamento. El USS Indianapolis zarpó a las 8:00 horas desde Mare Island.
En solo diez días, el crucero navegó 5.300 millas hacia el oeste hasta el atolón de Tinian, base de operaciones de los bombarderos Boeing B-29 Superfortress. El Indianapolis rompió un récord de velocidad para ese tipo de navío: solo repostó lo justo y necesario en Pearl Harbor (solo seis horas). En Tinian depositó su mortífera carga el 26 de julio de 1945; solo estuvo el tiempo necesario para descargar lo transportado. Ese mismo día se emitió a Japón la Declaración de Potsdam por parte de Estados Unidos en representación de los aliados. El Alto mando no informó por los conductos regulares del mando central de las actividades de esta unidad por motivos de seguridad, por lo que se ignoraba que el crucero USS Indianapolis estuviese en el área de Guam.

### Destino final

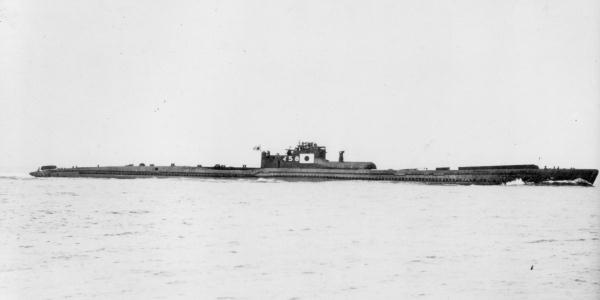
Submarino japonés I-58 en pruebas de mar. (1944)

Cumplida esta misión, el 29 de julio, el barco se dirigió a Guam, 100 millas al sur. De allí partió el 30 de julio hacia el golfo de Leyte, en las Filipinas, para unirse al USS Idaho, al mando del almirante MacVay y, realizar tareas de entrenamiento previo a la ya concebida invasión de Japón. Al recibir la orden de partida, el contralmirante McVay solicitó al oficial de itinerario, Oliver Naquin, una escolta naval para el tránsito por aguas tradicionalmente peligrosas. Pero esta se le negó por parte del oficial de ruta argumentando que las aguas desde Guam, hasta las Filipinas, ya estaban limpias de barcos de guerra japoneses; pero que podía navegar en zigzag a su discreción. El USS Indianápolis no estaba equipado con sistema de detección antisubmarina (hidrófono).
La información de inexistencia de unidades enemigas en la ruta estaba errada, ya que el Alto mando americano, a través del Código Ultra, sabía de la existencia de al menos cuatro submarinos japoneses activos en el área y que un destructor, el USS Underhill, había sido hundido por ataque con kaiten en las afueras de Guam, días antes. Ninguno de estos elementos de criterio le fueron dados a conocer a McVay. 
McVay, al momento de zarpar, radió un mensaje corto a la base en Leyte indicando la partida desde Guam hacia ese lugar y día de arribo, pero solo fue captado por un remolcador oceánico y por el USS Salt Lake en forma parcial y no se solicitó repetición o retransmisión, por tanto para el Alto mando, el itinerario del buque era desconocido.

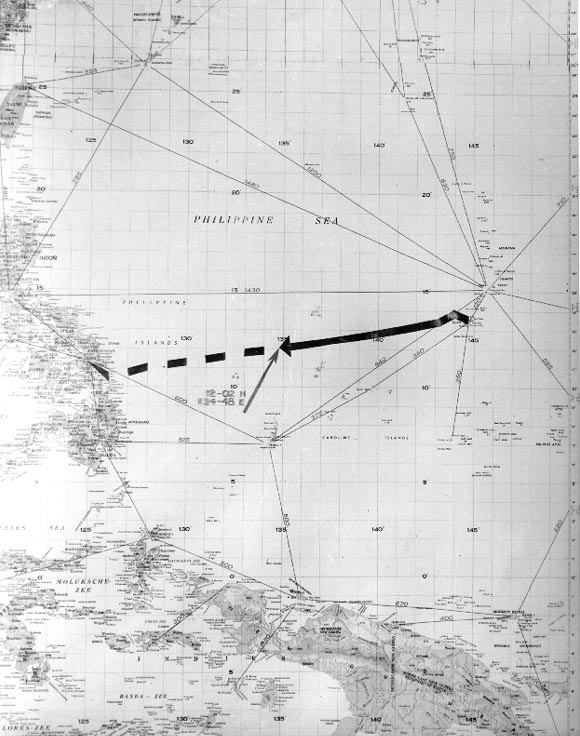
La ruta que debió seguir el Indianapolis desde Guam a las Filipinas.

El USS Indianapolis navegaba en solitario por la ruta señalada en zigzag antisubmarino. Hacia las 19 horas del 29 de julio, McVay ordenó abandonar el zigzag, para ahorrar tiempo de desplazamiento por un lado y por la escasa visibilidad debido a una densa calima existente. 
Pocos minutos después de las 23 horas y con luna llena intermitente entre nubes, en algún punto equidistante entre Guam y Leyte fue el buque en demora de 260° fue localizado por radar a una distancia de 10.000 m por un submarino japonés de Primera Clase tipo B3, el I-58, comandado por el capitán Mochitsura Hashimoto, el I-58 maniobró a 1.500 m para ponerse en posición de ataque y Hashimoto esperó que la silueta identificada como un crucero enemigo clase Idaho fuera un blanco seguro y estuviera a no más de 600 metros, ya que no quería fallar.
De todos modos, ordenó a sus kaiten (torpedos humanos suicidas) estar listos para ser lanzados. A las 23:26 horas Hashimoto disparó en abanico seis torpedos Long Lance. Hacia las 23:30 horas la luna se ocultó definitivamente.
Cerca de la medianoche (23:35 horas) el crucero recibió al menos dos impactos de los torpedos que le lanzó el submarino I-58 comandado por Mochitsura Hashimoto, siendo tocado por estribor -algunas fuentes indican que el ataque fue después de la medianoche-. El primer torpedo dio bien a proa, justo delante de la torre n°1 y prácticamente desintegró 20 m de esta sección, y el segundo torpedo dio entre la sala de máquinas y el depósito de municiones de la torre n.º 2 (que se inundó en vez de deflagrar) hacia el centro proel. Los generadores eléctricos quedaron inutilizados y dejaron sin energía al resto de la nave, sin altavoces internos y sin posibilidad de radiar un mensaje de auxilio. McVay dio la orden verbal de abandono del buque, que fue transmitida oralmente. Hashimoto escuchó al menos tres detonaciones y anotó tres impactos de torpedo en su cuaderno de bitácora.
Debido a que este crucero poseía un centro de gravedad elevado, se inclinó hacia estribor, para comenzar a tumbarse y hundirse. La tripulación luchó por soltar las balsas, pero debido a la inclinación solo se arriaron unas cuantas de ellas, y finalmente el crucero completamente recostado a estribor se hundió en escasos doce minutos (00:27 horas del 30 de julio). En ese momento más de 316 marinos habían perecido ahogados o muertos por el impacto de los torpedos. Los botes no pudieron ser arriados. Los repetitivos entrenamientos de abandono del buque dieron su fruto y más de 880 marinos lograron abandonar el barco. Muchos de ellos se lanzaron desnudos a las aguas, y pocos de ellos llevaban chalecos salvavidas. El USS Indianapolis se hundió en la posición aproximada 12°02′00″N 134°47′59.99″E / 12.03333, 134.7999972, a más de 5.000 m de profundidad.
Hashimoto transmitió por radio un mensaje en clave que indicaba el hundimiento de un crucero pesado enemigo entre Guam y Leyte. La comandancia de la VI Flota del Japón desestimó el mensaje; este mensaje también fue escuchado por los estadounidenses y no dieron crédito, ya que al igual que lo desestimó el Alto Mando japonés, no se estaba informado de ningún crucero en esa área. El I-58 se alejó de la zona del hundimiento en rumbo 45° hacia las 00.30 horas.

### Lucha por la supervivencia
El entrenamiento de abandono del buque rindió sus frutos: de los 1.196 tripulantes, unos 880 lograron lanzarse con vida al mar con unas pocas balsas a flote. Comenzó entonces para ellos una de las más trágicas historias de naufragio. A primeras horas del amanecer del 31 de julio aparecieron los primeros tiburones (probablemente tiburones oceánicos de puntas blancas, y no tiburones tigre). Durante cinco días, manteniéndose a flote en grupos separados, algunos utilizaron solo salvavidas individuales y otros balsas de goma que pudieron rescatar del naufragio. Los hombres trataban de sobrevivir al hambre, la sed, la insolación, las heridas y, sobre todo, al ataque de los tiburones. Muchos también murieron asesinados, víctimas de las alucinaciones que la ingesta de agua salada provocó en sus compañeros. Los tiburones hicieron el resto.

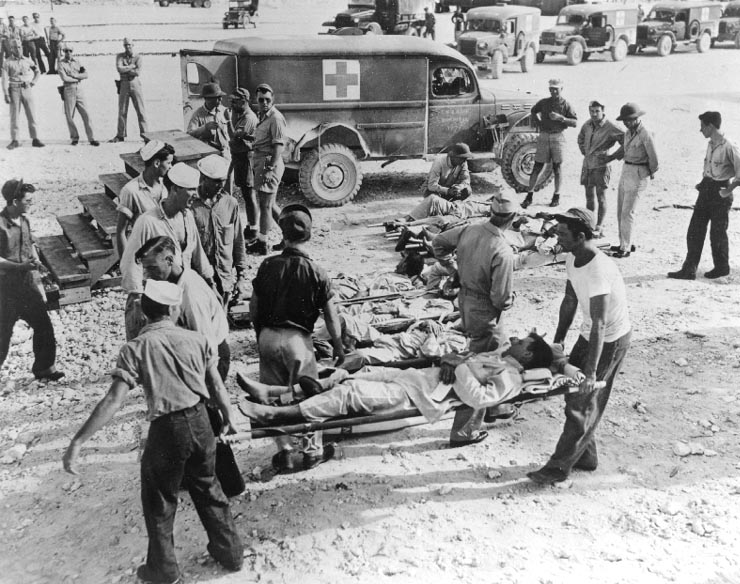
Supervivientes del Indianapolis llegando a Guam en agosto de 1945.

Inexplicablemente, el mando naval estadounidense en Filipinas no se percató de la ausencia del Indianapolis, que debería haber arribado al golfo de Leyte el 31 de julio. No fue sino hasta la mañana del 2 de agosto que los náufragos fueron descubiertos, de mera casualidad pues nadie los buscaba, por un avión de patrullaje antisubmarino PV-1 Ventura en tránsito. Uno de los tripulantes, Chuck Gwinn, que reparaba una antena, se frotaba el cuello cuando observó una gran mancha de petróleo y varios puntos negros a flote. En un primer momento pensó que se trataba de un submarino japonés y se dispuso a arrojar bombas de profundidad; pero al acercarse se dio cuenta de que se trataba de náufragos amigos que intentaban atraer con señas la atención del piloto. Inmediatamente comunicó a su base «muchos hombres en el agua», radió su posición, dio unas vueltas más y se alejó por falta de combustible. Un hidroavión Consolidated PBY Catalina fue enviado a observar desde Guam. Su piloto, contraviniendo órdenes y al ver tiburones atacando, se arriesgó y amerizó, logrando extraer del mar a 56 marinos. El destructor USS Cecil J. Doyle fue el primer buque que, ya de noche, arribó a la dantesca escena. Se contaron 316 sobrevivientes en total, entre ellos el contralmirante McVay. Los sobrevivientes fueron rescatados entre los restos de los cuerpos de sus compañeros dispersos en el área. Para entonces las pérdidas eran de 883 marineros, de los cuales ya 400, más del 60% de los sobrevivientes al hundimiento, había sido pasto de los tiburones.

### Juicio
Evadiendo sus responsabilidades, el Alto mando naval estadounidense utilizó de chivo expiatorio al contralmirante McVay y le acusó de ser responsable de los hechos. Nimitz trató de avalar a McVay para sancionarlo con una amonestación; pero las presiones de sus superiores (el Jefe de Operaciones, Ernest King) fueron más. A la oposición de Nimitz se unió el almirante Raymond Spruance; pero con la intervención del secretario de la Armada, James Forrestal y el Jefe de Operaciones, Ernest King, se inició la Corte Marcial.
Fue sometido a un Consejo de guerra con dos cargos: no dar la orden de abandono del buque y no navegar en zigzag como defensa antisubmarina. Fue absuelto de la primera acusación; pero fue encontrado culpable por no utilizar la marcha en zigzag al navegar hacia Leyte. Inéditamente, atestiguó además como testigo de cargo, Mochitsura Hashimoto, el capitán del I-58 hecho prisionero, argumentando que el ataque fue ejecutado en estado bélico, que él era el cazador y el crucero hundido, su presa. Además atestiguó que si hubiese visto que el USS Indianapolis venía en trayectoria de zigzag, el resultado hubiera sido el mismo ya que habría empleado sus Kaiten. Este testimonio no aportó nada a favor de McVay.
Su ejecutor, Hashimoto declaró después del juicio que le parecía increíble que se juzgara a McVay por la Armada y se le deshonrara ignominiosamente.  Muchas fuentes citan que la Armada ocultó sus errores (no conocer la ruta del crucero) usando al contralmirante McVay como un chivo expiatorio.
McVay fue degradado de contralmirante a capitán y enviado a un simple puesto administrativo en la Marina.
En 1946, Nimitz ya ungido como Jefe de Operaciones navales, rehabilitó a McVay al rango de contralmirante y lo colocó en el Distrito Naval de New Orleans donde McVay finalmente se retiró de la Armada en 1949.
Presionado moralmente por los hechos, en especial la correspondencia de los familiares de los marineros muertos, McVay afectado por una profunda depresión finalmente se suicidó de un disparo en el jardín de su casa en 1968. 
A propuesta del Congreso, el presidente Bill Clinton firmó una ley en el año 2000 que exoneró de responsabilidades al capitán McVay por el hundimiento del crucero a su mando.
McVay fue exonerado de culpas y rehabilitado por el presidente Bill Clinton luego de un arduo trabajo realizado por exmarinos del USS Indianápolis, amigos, familiares y simpatizantes, incluido al capitán enemigo Hashimoto. En 2001, la Armada rectificó su error limpiando su historial y, finalmente rehabilitándolo.

## Restos
El 20 de agosto de 2017, la expedición financiada por el millonario y cofundador de Microsoft, Paul Allen, anunció que habían encontrado los restos del buque en el mar de Filipinas a 5500 m de profundidad. El descubrimiento y comprobación de los restos se hizo a los 72 años del hundimiento.